# مجید رضایی
مجید رضایی بازیکن سابق فوتبال و مربی کنونی اهل ایران است. وی سابقه بازی در باشگاه فوتبال استقلال تهران و تیم ملی فوتبال ایران دارد.
وی با باشگاه استقلال تهران به پیراهن تیم ملی ایران رسیده‌است. وی در مقدماتی المپیک هم حضور داشته است؛ مجید رضایی سابقه کمک‌مربی تیم ملی نوجوانان ایران را نیز دارد.

## مربی گری در باشگاه شمس آذر
بعد از آن اولین مربی شمس آذر قزوین منصوب شد. و سوابق بسیار درخشانی به جا گذاشت از جمله قهرمانی لیگ دسته دو ایران.
پس از آن نیز امیرحسین فتحی سرپرست باشگاه استقلال تهران با انتشار احکام جداگانه ای اعضای کمیته فنی این باشگاه را معرفی کرد. این لیست نام مجید رضایی مربی سابق شمس آذر قزوین در کنار پرویز مظلومی، بهتاش فریبا، مجید نامجو مطلق و امیدرضا روانخواه به عنوان اعضای کمیته فنی باشگاه استقلال قرار دارد.